# Mark Plati
Mark Plati is een Amerikaans muzikant, muziekproducent en songwriter. Hij is voornamelijk bekend van zijn samenwerking met David Bowie gedurende de jaren '90.
Plati werkt vanuit New York, waar hij Bowie leerde kennen. Naast de albums die hij voor de zanger heeft geproduceerd, speelde hij ook mee als gitarist op de albums Heathen (2002) en Reality (2003). Daarnaast maakte hij tussen 1999 en 2004 deel uit van de liveband van Bowie.
Naast Bowie heeft Plati ook samengewerkt met The Cure, Duncan Sheik, Hooverphonic, Robbie Williams, Joey McIntyre, Dave Navarro, Lou Reed, Fleetwood Mac, Deee-Lite, Spookey Ruben, Natalie Imbruglia, Sam Moore en Bobbejaan Schoepen. Daarnaast heeft hij met veel Franstalige artiesten samengewerkt, zoals Kyo, Louise Attaque, Les Rita Mitsouko, Alain Bashung, Émilie Simon, Saule, Raphael, Carmen Maria Vega, Hervé Paul en Axelle Red.